# Morioka
Morioka (盛岡) je grad u Japanu u prefekturi Iwate. Prema popisu stanovništva iz 2005. u gradu je živjelo 287.186 stanovnika.

## Stanovništvo
Prema podacima s popisa, u gradu je 2005. godine živjelo 287.186 stanovnika.
| 1995.   | 2000.   | 2005.   |
| ------- | ------- | ------- |
| 286.478 | 288.843 | 287.186 |

## Vanjske poveznice
- Službena stranica